# فرودگاه رواست
فرودگاه رواست (به انگلیسی: Røst Airport) یک فرودگاه همگانی با کد یاتا RET است که یک باند فرود آسفالت دارد و طول باند آن ۸۸۰ متر است. این فرودگاه در کشور نروژ قرار دارد و در ارتفاع ۲ متری از سطح دریا واقع شده است.

## شرکت‌های هواپیمایی و مقصدهای پروازی
| شرکت‌های هواپیمایی | مقصدهای پروازی         |
| ----------------- | ---------------------- |
| ویدروئه           | بودو (PSO), لکنز (PSO) |